# Анатолий Серов (теплоход)
«Анатолий Серов» (до 1939 года — «Коллективизация») — советский грузовой теплоход (рудовоз).

## История
Теплоход «Анатолий Серов» водоизмещением 4880 тонн был построен в 1938 году николаевскими кораблестроителями (завод «Им. 61 коммунара», Николаев) и первоначально назывался «Коллективизация». Размеры судна — 111,1 х 15,7 х 6,0 метров, дизельная установка мощностью 1800 л. с., скорость 10,5 узлов.
В 1938 году вошел в состав Азовского государственного морского пароходства. В 1939 году был переименован в «Анатолий Серов» — в честь военного летчика, Героя Советского Союза А. К. Серова. С 1941 года входил в состав Черноморского пароходства.
Работая на рудно-угольной линии Мариуполь — Поти, экипаж теплохода 1939—1940 годов был победителем во внутрибассейновом соревновании и неоднократно завоевывал переходящее Красное Знамя Народного комиссариата морского флота.
С первых дней Великой Отечественной войны команда «серовцев» включилась в боевые действия, выполняя задания военного командования. Неоднократно они доставляли в осажденную фашистами Одессу все необходимое защитникам города и эвакуировали в тыл оборудование предприятий, мирных жителей, раненых бойцов. В числе других судов «Анатолий Серов» вывозил в тыл оборудование заводов «Кинап», консервных им. Ленина и им. Калинина, часть оборудования электростанции и станкостроительного завода. Теплоход также привлекался для переброски в тыл средств железнодорожного транспорта, буксируя плавучие доки с погруженными на них паровозами, паровозными тендерами и вагонами.
Активное участие экипаж судна принимал в Керченско-Феодосийском десанте в декабре 1941 года, совершал регулярные рейсы в Камыш-Бурун и Новороссийск.
Высокую оценку боевым подвигам экипажа теплохода «Анатолий Серов» дал Константин Симонов, побывавший в это время на судне в качестве корреспондента «Красной Звезды».
В феврале 1942 года рудовоз участвовал в походе из Новороссийска в Камыш-Бурун в составе каравана с боевым охранением. Танкер «Куйбышев», шедший головным, стал основной целью около сорока вражеских бомбардировщиков, торпедоносцев и истребителей. «Анатолий Серов», обладавший лучшей скоростью и вооружением, чем другие транспорты, вызвал огонь на себя. Н. Н. Кисса, служившая в то время штурманом судна, вспоминала: «Море буквально кипело от бомб». Когда немецким самолётам всё-таки удалось поразить «Куйбышев», «Анатолий Серов» возглавил колонну и привёл транспорты в Камыш-Бурун.
Весной 1942 года были рейсы в осажденный Севастополь. Преодолевая заминированный немцами фарватер, теплоход «Анатолий Серов» в течение апреля—мая доставил туда 5593 тонны продовольствия, 238 тонн боеприпасов, 1000 тонн оружия и амуниции. За мужество и отвагу, своевременную доставку пополнения и боеприпасов — командующий обороной Севастополя адмирал Ф. Октябрьский объявил экипажу благодарность.
Когда фронт приблизился к Новороссийску, стоявшие в порту суда ежедневно подвергались ударам вражеской авиации. Во время налёта 12 августа 1942 года «Анатолий Серов» вышел в открытое море, но одна бомба попала в кормовой 4-й трюм, судно стало быстро тонуть. Приняв правильное решение, капитан К. К. Третьяков сумел посадить его на мель. 20 августа теплоход удалось снять с мели, и он своим ходом ушёл в Поти.
Летом 1943 года суда Черноморского пароходства выполняли важное государственное задание по перевозке народнохозяйственных грузов из Трабзона (Турция) в Батуми. В числе этих судов был и «Анатолий Серов», который совершил 8 рейсов.
7 октября 1944 года, впервые после освобождения города, в Одесский порт пришли с грузами суда «Калинин», «Димитров» и «Анатолий Серов».
Только за первые 13 месяцев войны теплоход «Анатолий Серов» прошел 10 280 миль, перевез 7669 тонн боеприпасов, свыше 650 танков и орудий, около 52 тыс. тонн продовольствия и военного снаряжения, эвакуировал 7430 мирных жителей и 11 120 раненых. За мужество, бесстрашие и высокий патриотизм, проявленные «серовцами», теплоходу был вручен на вечное хранение Почётный вымпел НКМФ СССР.
После войны теплоход продолжил свою деятельность, которая прервалась на рассвете 8 апреля 1949 года. Следуя из Поти с грузом руды на Измаил, теплоход наткнулся на одну из невытраленных гитлеровских мин. Из 40 находившихся на борту членов экипажа спасти подошедшему через два часа к месту катастрофы ледоколу «Торос» удалось лишь семерых.

### Причины гибели
Судно исчезло с поверхности Чёрного моря, не успев подать сигнал бедствия. Это произошло из за больших повреждений которые причинила мина: из-за воды, поступившей в машинное отделение, дизельный двигатель заглох, и подача электричества в радиорубку прекратилась.
После длительных поисков в море, советские спасатели обнаружили затонувшее судно на глубине 130 метров недалеко от мыса Тарханкут. В соответствии с проведёнными расчётами маршрута перехода, анализа радиограмм, результатов наблюдения постов НИС и проходящих по этому же пути кораблей и судов, был сделан вывод, что, вероятней всего, это и есть исчезнувший теплоход. Чтобы убедиться, что на дне лежит именно «Анатолий Серов» и узнать причину его гибели — нужно было на эту глубину спуститься водолазам и тщательно обследовать останки теплохода. Руководство страны обязано было знать, отчего в мирное время погиб теплоход и не усматривается ли в этой акции диверсия со стороны вероятного противника?
Правительство страны поставило задачу командованию ВМФ СССР ответить на этот вопрос. В те годы выполнение такого задания затруднялось тем, что водолазное снаряжение, состоящее на вооружении аварийно-спасательной службы, позволяло безопасно погружаться на глубину не более 60 метров. Отдельные водолазы Черноморской экспедиции ЭПРОН ещё в 1936—1938 годах после длительных тренировок достигали глубины 130 метров, задерживаясь там на несколько минут. Но теперь нужно было не только достичь этой глубины, но и выполнить сложные обследовательские работы с передвижением водолазов по грунту и корпусу затонувшего судна.
Преодолевая серьёзные трудности, советские водолазы выполнили поставленную задачу, и специалисты сделали вывод: транспорт «Анатолий Серов» погиб, наткнувшись на плавающую мину. Из-за больших повреждений судно затонуло настолько быстро, что спастись экипажу было крайне сложно.
Чтобы убедить правительственную комиссию в том, что водолазы побывали именно на «Серове», им приказали снять с судна какую-то характерную деталь или часть устройства. Водолазы-глубоководники, не мудрствуя, прошлись по палубам судна и сняли рынду с надписью «Анатолий Серов». Вещественное доказательство для начальства было получено, и дальнейшее погружение на «Серов» прекратили. О подъеме судна с такой большой глубины речь даже не шла.

## Память
В Одессе в центральной части второго Христианского кладбища погибшим членам экипажа теплохода «Анатолий Серов» установлен монумент с надписью: "В память погибших моряков теплохода «Анатолий Серов», где перечислены фамилии 33 погибших членов экипажа.